# Nynne Bjerre Christensen
Nynne Bjerre Christensen (født 17. februar 1975) er journalist og blev i 2005 vært på tv-programmet Deadline på DR2, hvor hun var vært på mere end 1.000 udsendelser til hun sluttede i 2017.

## Karriere
Christensen er uddannet journalist på Danmarks Journalisthøjskole med en master i European Studies fra King's College London.
Christensen var i praktik på Berlingske Tidende og arbejdede siden på Press og Berlingske Tidende. Hun ernærede sig derefter hovedsageligt som freelancer med opgaver for blandt andet Europakommissionen, Forskerforum, DR TV-Fakta, Jyllands-Posten og Urban.
Som journalist har hun rejst og skrevet om konflikter i Filippinerne, Sri Lanka og Libanon og har også rapporteret fra rejser til Cypern og Tyrkiet med fokus på disse landes vej til EU.

## Privatliv
Nynne Bjerre Christensen er gift med Simon Andersen, tidligere chefredaktør på Nyhedsavisen.
Christensen har deltaget i ekspeditioner i Grønland, løbet maraton, kørt motorcykel og firehjulstrækker. Hun er siden 2007 medlem af foreningen Kvindelige Eventyreres Klub.